# 門山葉子
門山 葉子（かどやま ようこ、1994年〈平成6年〉8月1日 - ）は、日本の歌手、女優である。三重県津市出身。高田高等学校、早稲田大学卒業。

## 経歴
- 2009年、ミュージカル『アニー』ダフィ役にて子役デビュー。
- 2015年、石井一彰LIVE『Kazuaki LIVE 2015』にゲスト出演という形でデビュー。
- 2017年、スマホゲーム『レジェンヌ』黒憧ましろ役で声優デビューを果たす。
- 2018年、ミュージカル『陰陽師』～平安絵巻～ - 紅葉 役を演じる。11月には初のソロLIVEも開催。
- 2019年、芸能人女子eスポーツ決定戦 eQリーグ 1stシーズン Day3にて「Queen of the Day」を受賞[3]。超実写版「ライオン・キング」- ヒロイン・ナラ 役に抜擢される。
- 2024年、アーティスト名を「youyo」として本格的に音楽活動をスタート。

## 人物
- 宝塚歌劇団の大ファン。
- 趣味は舞台鑑賞のほか、アニメ、漫画、ゲーム、パズル(お絵かきロジック・数独など)。特技は歌。
- 高校時代は放送部で、NHK杯全国高校放送コンテスト全国大会朗読部門で入選（三重県大会最優秀賞）[4]。

## 出演

### 舞台
2009年
- ミュージカル『アニー』 - ダフィ 役

2018年
- ミュージカル『陰陽師』〜平安絵巻〜（3月9日 - 18日、東京プレビュー公演：日本青年館 / 3月30日 - 4月1日、中国・深圳 深圳保利劇院 / 4月7日 - 15日、中国・上海 虹橋芸術センター / 4月20日 - 22日、中国・北京 北京展覧館劇場） - 紅葉 役
- 少女☆歌劇 レヴュースタァライト -The LIVE- #2 Transition （10月13日 - 21日、天王洲銀河劇場） - 穂波氷雨 役

2019年
- 『Fate/Grand Order THE STAGE-絶対魔獣戦線バビロニア-』（1月11日 - 14日、大阪 サンケイホールブリーゼ / 1月19日 - 27日、東京 日本青年館ホール） - シドゥリ 役
- ミュージカル『陰陽師』〜大江山編〜（6月14日 - 16日、上海人民大舞台 / 6月21日 - 23日、鄭州河南省人民会堂 / 6月28日 - 30日、成都東郊記憶演芸中心 / 7月5日 - 7日、重慶大劇院 / 7月12日 - 14日、長沙梅渓湖国際文化芸術中心大劇院 / 7月19日 - 21日、湖北劇院 / 7月26日 - 28日、陝西大劇院 / 8月2日 - 4日、天津大劇院 / 8月9日 - 11日、北京天橋芸術中心） - 紅葉 役（声の出演）
- 少女☆歌劇 レヴュースタァライト -The LIVE- #2 revival（7月12日 - 15日、舞浜アンフィシアター） - 穂波氷雨 役

2020年
- 少女☆歌劇 レヴュースタァライト -The LIVE 青嵐- BLUE GLITTER（12月18日 - 27日、天王洲銀河劇場） - 主演・穂波氷雨 役

2021年
- 舞台「鬼滅の刃」 - 胡蝶しのぶ 役
  - 其ノ弐 絆（8月7日 - 15日、天王洲銀河劇場 / 8月20日 - 22日、梅田芸術劇場メインホール / 8月27日 - 31日、TACHIKAWA STAGE GARDEN）
  - 其ノ参 無限夢列車（2022年9月10日 - 11日、TOKYO DOME CITY HALL / 9月16日 - 25日、京都劇場 / 10月15日 - 23日、TOKYO DOME CITY HALL）- ※映像出演

2022年
- 少女☆歌劇 レヴュースタァライト -The LIVE エーデル- Delight（2月18日 - 27日、天王洲 銀河劇場） - 穂波氷雨 役
- 音楽劇「クラウディア」Produced by 地球ゴージャス（7月4日 - 24日、東京建物 Brillia HALL（豊島区立芸術文化劇場） / 7月29日 - 31日、森ノ宮ピロティホール） - クラウディア 役

2023年
- 少女☆歌劇 レヴュースタァライト -The LIVE- #4 Climax（2月25日 - 28日、東京建物 Brillia HALL（豊島区立芸術文化劇場）） - 穂波氷雨 役
- JOY Kids' Theater PRESENTS「Musical Library #6」（12月23日 - 24日、豊洲シビックホール） - Opening Actゲスト出演

2024年
- Japan Parade 2024 舞台「鬼滅の刃」 - 胡蝶しのぶ 役（2024年5月11日(土)13:00〜15:30 ※現地時間）
- ミュージカル「陰陽師」〜海国の章〜（2024年7月20日 - 9月21日、オンライン配信のみ ※2020年中止になった舞台のゲネプロ映像配信） - 紅葉（特別映像出演） 役
- ネルケプランニング 30th ANNIVERSARY『ネルフェス 2024』 少女☆歌劇 レヴュースタァライト（8月20日、日本武道館） - 穂波氷雨 役
- 少女☆歌劇 レヴュースタァライト -The LIVE 青嵐- Baby Blue（9月6日 - 15日、飛行船シアター） - 主演・穂波氷雨 役

2025年
- コントステージ『ミットたうん』（5月24日 - 25日〈24日のみ出演〉、CBGKシブゲキ!!）
- One on One 36th note『呼吸する島』（6月19日 - 29日、赤坂RED/THEATER） - エヴァ 役
- 少女☆歌劇 レヴュースタァライト -Edel Bühne-＆Live ～麗しき獣とワルツを ～（7月12日 - 13日、飛行船シアター） - 穂波氷雨 役

### ライブ
2015年
- 石井一彰LIVE『Kazuaki LIVE 2015』ゲスト出演（8月29日、新宿ミノトール2.）

2017年
- 石井一彰LIVE『Kazuaki LIVE 2017』ゲスト出演（8月20日、Eggman tokyo east）
- 『レジェンヌ FIRST LIVE』（12月17日、表参道GROUND）
- Rachi Shinji SHOW “MAGIC”（12月28日、Mt.RAINIER HALL SHIBUYA PLEASURE PLEASURE） - ゲスト出演

2018年
- 石井一彰LIVE『Kazuaki LIVE 2018』（8月19日、ROPPONGI C*LAPS） - ゲスト出演
- 『レジェンヌ THIRD LIVE』（9月2日、大塚Deepa）
- 門山葉子LIVE『FIRST』（11月23日、原宿ストロボカフェ）

2019年
- Rachi Shinji 20th ANNIVERSARY SHOW “MAGIC II”（2月2日、Mt.RAINIER HALL SHIBUYA PLEASURE PLEASURE） - ゲスト出演
- 門山葉子LIVE『SECOND』（5月25日、原宿ストロボカフェ）
- 津まつり前夜祭『門山葉子スペシャルステージ』（10月11日、お城西公園特設ステージ）
- 津まつり本祭『門山葉子LIVE』（10月12日、お城西公園会場 / 津中央郵便局前会場）※台風の影響により中止。
- VINAWALK MUSIC DELIGHT『イルミネーション点灯式SP.LIVE』（11月2日、VINAWALK）
- 門山葉子LIVE『THANKS!』（11月16日、恵比寿CreAte）

2020年
- 門山葉子LIVE 葉子祭り4 『葉子の日』（8月1日、Streaming+）
- 門山葉子LIVE 葉子祭り5 『Acoustic Yoko』（11月3日、Streaming+）
- 門山葉子LIVE 葉子祭り6 『光さす』（12月29日、Streaming+）

2021年
- 門山葉子LIVE 葉子祭り7 『明日風』（5月23日、Streaming+）
- 門山葉子LIVE 葉子祭りEX 『葉子の日2021』（8月1日、YouTube配信）
- 門山葉子LIVE 葉子祭り8 『Roots』（11月2日、Streaming+）

2022年
- 門山葉子LIVE 葉子祭り9 『LiveLIVE』（1月9日、原宿ストロボカフェ）
- 門山葉子LIVE 葉子祭り10 『WHAT I AM』（5月8日、原宿ストロボカフェ、Streaming+）
- 門山葉子LIVE 葉子祭り11 『葉子の日 2022』（8月1日、LIVE STAGE GUILTY）
- Act Against Anything VOL.2「THE VARIETY 28」（11月26日、パシフィコ横浜 国立大ホール）
- 門山葉子LIVE 葉子祭り12 『THIS IS WHAT I AM』（11月30日、下北沢 CLUB Que）

2023年
- ユアマジェスティ3rd LIVE MAJESTIC LIVE - Door of Hope -（10月8日 - 9日、幕張メッセ　11ホール）

2024年
- 富田麻帆ミュージックフェスティバル 第1部（4月6日、I’M A SHOW） - ゲスト出演
- youyo 初ワンマン『youyo Birthday Live 2024』（8月11日、JZ Brat Sound of Tokyo）

2025年
- youyo LIVE『～花の便り～』（4月26日、池袋Absolute Blue）
- youyo LIVE『youyo Birthday Live 2025』（8月2日、JZ Brat Sound of Tokyo）

### ゲーム
- レジェンヌ（2017年8月31日） - 黒憧ましろ 役
- 少女☆歌劇 レヴュースタァライト -Re LIVE-（2020年12月9日） - 穂波氷雨 役[14]
- ユアマジェスティ（2022年10月21日） - アンジュー（シンガー） 役

### ドラマCD
- DUEL!（2017年10月28日） - 濱田栞 役

### 吹き替え
- 『ライオン・キング』（2019年8月9日） - ヒロイン・ナラ 役[15]
  - 『ライオン・キング:ムファサ』（2024年12月20日公開予定） - ナラ 役[16]

### 映画イベント
- 「ライオン・キング」プレミアム吹替版声優発表イベント（2019年7月8、品川インターシティホール）
- 「ライオン・キング」ジャパンプレミア（2019年7月22日、グランドシネマサンシャイン）
- 「ライオン・キング」大阪プレミア（2019年7月30日、109シネマズ大阪 エキスポシティ 空の広場）
- 「ライオン・キング」プレミアム吹替版スペシャル上映会（2019年8月8日、TOHOシネマズ六本木ヒルズ）
- 「ライオン・キング」ライブ・オーケストラ スペシャルアンコール ゲスト出演（2019年8月23日、Bunkamuraオーチャードホール）[17]

### テレビ
- 『月刊ブシロードTV with スタァライト&BanG Dream！』#13（2019年7月13日） - ゲスト出演
- 『ミュージックステーション』（2019年8月2日）
- 『月刊ブシロードTV with スタァライト&BanG Dream！』#31（2019年12月1日） - ゲスト出演
- 『月刊ブシロードTV with スタァライト&BanG Dream！』#32（2019年12月8日） - ゲスト出演
- 『月刊ブシロードTV with スタァライト&BanG Dream！』#35（2019年12月29日） - ゲスト出演
- 三重テレビ『年越しスペシャル ～令和につなぐ伝統と技～』（2019年12月31日）

### ラジオ
- 少女☆歌劇 ラジオスタァライト（第65回:2020年7月1日・第66回:2020年7月8日） - ゲスト出演
- 少女☆歌劇 ラジオスタァライト（第143回:2021年1月25日・第144回:2021年2月1日） - ゲスト出演
- シークフェルトのえ～でるラジオ（第163回:2022年4月18日・第164回:2022年4月25日） - ゲスト出演

### その他
2018年
- 芸能人女子eスポーツ決定戦 eQリーグ 「東宝ガールズ」 2018年プレシーズンマッチ出場（Day2:5月20日・Day3:6月24日、東京カルチャーカルチャー）
- スマホゲーム『ファントム オブ キル』公式MC 『ファンキル・タガタメサミット in 神戸』ファンキル リアルマルチ対戦イベント《天帝杯》（5月26日、神戸ファッションマート）
- スマホゲーム『ファントム オブ キル』公式MC “Road to 4th Anniversary！”ファンキル フレンドシップツアー（東京：6月17日、原宿クエストホール / 仙台：7月14日、仙台サンプラザ / 札幌：8月26日、札幌グランドホテル B1 クリスタルホール）

2019年
- 芸能人女子eスポーツ決定戦 eQリーグ 「SUN COLOR’S」 1stシーズン出場(Day2:2月15日・Day3:3月16日・Day4:4月13日、神田明神ホール）
- 『Fate/Grand Order THE STAGE-絶対魔獣戦線バビロニア-』Blu-ray/DVD発売記念イベント（8月25日、浅草橋ヒューリックホール）
- 『東京ゲームショウ2019』KONAMIブース 「スーパーボンバーマンR×ボンカレー コラボステージ」（9月14日、幕張メッセ）

2020年
- 舞台「少女☆歌劇 レヴュースタァライト -The LIVE-#2 revival」Blu-ray発売記念「遠足のレヴュー」（2日目:1月4日、大宮 / 3日目:1月12日、横浜）
- 芸能人女子eスポーツ決定戦 eQリーグ 「SUN COLOR’S」 2020年プレシーズンマッチ出場（試合:3月20日・YouTube配信:3月21日）
- スタァライトチャンネル「おうちでスタリラ祭」【舞台#2 Transition 青嵐コメンタリー！】（5月10日、YouTube配信）
- スタァライトチャンネル「青嵐総合芸術院　新情報発表会」【スタリラ2周年記念 W特番】（10月19日、YouTube配信）

2021年
- 青嵐総合芸術院 Single「BLUE ANTHEM」発売記念ネットサイン会（1月16日、YouTube配信）
- スタァライトチャンネル「青嵐総合芸術院　舞台振り返りスペシャル」（2月7日、YouTube配信）
- スタァライトチャンネル「スタリライブ配信中【青嵐スペシャル！】」（7月16日、YouTube配信）

2022年
- スタァライトチャンネル「スタリラ舞台完走おめでとう！プレイバック生放送 ～第3夜～」（3月3日、YouTube配信）
- 舞台版『少女☆歌劇 レヴュースタァライト -The LIVE-#2 revival』上映会（5月7日、Hall Mixa (ホールミクサ)）
- 少女☆歌劇 レヴュースタァライト -The STAGE 中等部- Regalia（10月17日、飛行船シアター） - アフタートークゲスト出演
- スタァライトチャンネル「【祝!】スタリラ4周年記念生放送」（10月20日、YouTube配信）
- スタァライトチャンネル「少女☆歌劇 レヴュースタァライト -The LIVE エーデル- Delight発売記念 オンラインリリースイベント」（1月8日、YouTube配信）

2023年
- まほチャンネル×てるのニコ生(仮)合同イベント『JOINT』第1部（9月2日、神田明神ホール） - ゲスト出演

2024年
- 野本ほたるの「のっ会-27-」第2部（2月23日、LIVE SPACE racine du noix） - ゲスト出演
- 少女☆歌劇 レヴュースタァライト「舞台少女大運動会revival」（2月25日、幕張メッセ 国際展示場）
- スタァライトチャンネル「スタリライブ配信中」（4月19日、YouTube配信）
- スタァライトチャンネル「舞台スタァライト 2024 夏の陣」（7月12日、YouTube配信）
- スタァライトチャンネル「スタリライブ配信中」（7月20日、YouTube配信）
- 第３回「笑顔FESTIVAL 2024」（12月25日、愛鷹広域公園　スポーツ広場） - ゲスト出演

## ディスコグラフィ

### シングル
| 発売日         | タイトル                 | 規格品番             | オリコン最高位 |
| -------------- | ------------------------ | -------------------- | -------------- |
| 2020年12月25日 | 「光さす」               | 配信(TuneCore Japan) | -              |
| 2021年03月31日 | 「明日風」               | 配信(TuneCore Japan) | -              |
| 2021年10月13日 | 「夜よ、このまま」       | 配信(TuneCore Japan) | -              |
| 2022年01月03日 | 「歓喜を叫べ」           | 配信(TuneCore Japan) | -              |
| 2022年04月29日 | 「ずっとそばにいるから」 | 配信(TuneCore Japan) | -              |
| 2022年07月18日 | 「Catching My Love」     | 配信(TuneCore Japan) | -              |

### 舞台楽曲
| 発売日        | タイトル                             | 規格品番                                               | オリコン最高位 |
| ------------- | ------------------------------------ | ------------------------------------------------------ | -------------- |
| 2020年12月9日 | 青嵐総合芸術院 Single「BLUE ANTHEM」 | BRMM-10338（Blu-ray付生産限定盤） BRMM-10339（通常盤） | 19位           |

### youyo名義
| 発売日        | タイトル                                                   | 規格品番             | オリコン最高位 |
| ------------- | ---------------------------------------------------------- | -------------------- | -------------- |
| 2024年1月1日  | 「Nolans – I’m In The Mood For Dancing(Cover)」            | 配信(TuneCore Japan) | -              |
| 2024年2月1日  | 「T.M.Revolution – White Breath(Cover)」                   | 配信(TuneCore Japan) | -              |
| 2024年3月1日  | 「LiSA – 紅蓮華(Cover)」                                   | 配信(TuneCore Japan) | -              |
| 2024年4月1日  | 「Pandora – Be the one(cover)」                            | 配信(TuneCore Japan) | -              |
| 2024年5月1日  | 「鬼束ちひろ – 月光(cover)」                               | 配信(TuneCore Japan) | -              |
| 2024年6月1日  | 「松田聖子 – 瑠璃色の地球(Cover)」                         | 配信(TuneCore Japan) | -              |
| 2024年7月1日  | 「Mrs. GREEN APPLE – 点描の唄(Cover) feat. NOMOTO HOTARU」 | 配信(TuneCore Japan) | -              |
| 2024年8月1日  | 「Umbrella」                                               | 配信(TuneCore Japan) | -              |
| 2024年9月1日  | 「鬼束ちひろ – 月光(Piano Version cover)」                 | 配信(TuneCore Japan) | -              |
| 2024年10月1日 | 「don't go away」                                          | 配信(TuneCore Japan) | -              |
| 2024年11月1日 | 「もうTomorrow」                                           | 配信(TuneCore Japan) | -              |
| 2024年12月1日 | 「山下達郎 – クリスマス・イブ(Cover)」                     | 配信(TuneCore Japan) | -              |
| 2025年1月22日 | 「Top of the world」                                       | 配信(TuneCore Japan) | -              |
| 2025年2月27日 | 「Superfly – 愛をこめて花束を(Cover)」                     | 配信(TuneCore Japan) | -              |
| 2025年3月14日 | 「BUMP OF CHICKEN – 天体観測(Cover)」                      | 配信(TuneCore Japan) | -              |
| 2025年4月28日 | 「宇多田ヒカル – First Love(Cover)」                       | 配信(TuneCore Japan) | -              |
| 2025年5月25日 | 「槇原敬之 – もう恋なんてしない(Cover)」                   | 配信(TuneCore Japan) | -              |